# Kaldrananeshreppur
Kaldrananeshreppur est une municipalité située au nord-ouest de l'Islande.